# Nedflyttningstecken
Nedflyttningstecken (〃) är ett typografiskt tecken liknande dubbla citattecken som används för att indikera repetition i listor. I Unicode-systemet har tecknet Unicode-nummer U+3003.
I svensk handstil förekommer även längre vågräta streck på vardera sida av de lodräta tecknen (—〃—), som även kan förlängas så långt som krävs av längden av rutan i en handskriven tabell där tecknet förekommer.

## Exempel på användande
Specifikation       Beställare        Pris
Altartavla          Lars Hansson      1:50
Predikstol              〃            0:75